# ライト・オブ・ザ・ステーブル
| 専門評論家によるレビュー | 専門評論家によるレビュー |
| レビュー・スコア         | レビュー・スコア         |
| 出典                     | 評価                     |
| ------------------------ | ------------------------ |
| オールミュージック       | [ 1 ]                    |

『ライト・オブ・ザ・ステーブル』（英語: Light of the Stable）は、エミルー・ハリスのクリスマス・アルバム。
1979年にワーナー・ブラザースよりリリースされた後、いくつかのバージョンとしてリリースされてきた。1992年のワーナーからの再発盤はリマスタリングが施され、オリジナルとは異なるジャケットデザインとなっていた。最新版は2004年にライノ・レコードからリリースされた。オリジナルの10曲のリマスターに加えて、新たに録音された3曲が収録されている。
2004年版のジャケットは1975年にリリースされた「ライト・オブ・ザ・ステーブル」のオリジナル45回転シングルのディスクジャケットをもとにしている。 タイトル曲のハーモニー・ボーカルにはニール・ヤング、ドリー・パートン、リンダ・ロンシュタットが参加している。 

## 収録内容

### オリジナル・リリース
| #  | タイトル                                                      | 作詞・作曲                                            | 時間 |
| -- | ------------------------------------------------------------- | ----------------------------------------------------- | ---- |
| 1. | 「クリスマス・タイムズ・カミング」(Christmas Time's A-Coming) | テックス・ローガン                                    | 2:51 |
| 2. | 「ああベツレヘムよ」(O Little Town of Bethlehem)              | フィリップス・ブルックス、ルイス・H・レンダー         | 3:40 |
| 3. | 「まぶねの中で」(Away in a Manger (with Nancy Ahern))         | マーティン・ルーサー ジョナサン・E・スピルマン (編曲) | 2:37 |
| 4. | 「エンジェル・アイズ」(Angel Eyes)                            | ロドニー・クロウエル                                  | 3:18 |
| 5. | 「牧人ひつじを」(The First Nowel)                             | 民謡                                                  | 2:40 |

| #  | タイトル                                              | 作詞・作曲                                                                                | 時間 |
| -- | ----------------------------------------------------- | ----------------------------------------------------------------------------------------- | ---- |
| 1. | 「ベツレヘムの美しい星」(Beautiful Star of Bethlehem) | フィリップス・ファミリー（カントリー・ミュージック・グループ）、アーサー・L・フィリップス | 3:05 |
| 2. | 「リトル・ドラマー・ボーイ」(Little Drummer Boy)      | キャサリン・K・デイビス 、ヘンリー・オノラティ、 ハリー・シメオネ                         | 4:02 |
| 3. | 「金のゆりかご」(Golden Cradle (with Nancy Ahern))    | トラディショナル ナンシー・エイハーン (編曲)                                              | 2:05 |
| 4. | 「きよしこの夜」(Silent Night)                        | ヨゼフ・モール、フランツ・クサーヴァー・グルーバー ブライアン・エイハーン (編曲)          | 3:33 |
| 5. | 「厩の光」(Light of the Stable)                       | スティーヴン・ライマー、エリザベス・ライマー                                              | 2:29 |

### 2004年エクスパンデッド・バージョン
| #         | タイトル                                                      | 作詞・作曲                                                                                | 時間  |
| --------- | ------------------------------------------------------------- | ----------------------------------------------------------------------------------------- | ----- |
| 1.        | 「クリスマス・タイムズ・カミング」(Christmas Time's A-Coming) | テックス・ローガン                                                                        | 2:51  |
| 2.        | 「ああベツレヘムよ」(O Little Town of Bethlehem)              | フィリップス・ブルックス、ルイス・H・レンダー                                             | 3:40  |
| 3.        | 「まぶねの中で」(Away in a Manger (with Nancy Ahern))         | マーティン・ルーサー ジョナサン・E・スピルマン (編曲)                                     | 2:37  |
| 4.        | 「エンジェル・アイズ」(Angel Eyes)                            | ロドニー・クロウエル                                                                      | 3:18  |
| 5.        | 「牧人ひつじを」(The First Nowel)                             | 民謡                                                                                      | 2:40  |
| 6.        | 「ベツレヘムの美しい星」(Beautiful Star of Bethlehem)         | フィリップス・ファミリー（カントリー・ミュージック・グループ）、アーサー・L・フィリップス | 3:05  |
| 7.        | 「リトル・ドラマー・ボーイ」(Little Drummer Boy)              | キャサリン・K・デイビス 、ヘンリー・オノラティ、 ハリー・シメオネ                         | 4:02  |
| 8.        | 「光ありき」(There's a Light (new track))                     | ベス・ニールセン・チャプマン                                                              | 2:54  |
| 9.        | 「さくらんぼの木のキャロル」(Cherry Tree Carol (new track))   | トラディショナル、編曲：ケイト・マクギャリグル + アンナ・マクギャリグル                   | 3:33  |
| 10.       | 「金のゆりかご」(Golden Cradle (with Nancy Ahern))            | 民謡 ナンシー・エイハーン (編曲)                                                          | 2:05  |
| 11.       | 「きよしこの夜」(Silent Night)                                | ヨゼフ・モール、フランツ・クサーヴァー・グルーバー ブライアン・エイハーン (編曲)          | 3:33  |
| 12.       | 「人は島なり」(Man Is an Island (new track))                  | ケイト・マクギャリグル、アンナ・マクギャリグル、ジェーン・マクギャリグル                  | 4:45  |
| 13.       | 「厩の光」(Light of the Stable)                               | スティーヴン・ライマー、エリザベス・ライマー                                              | 2:29  |
| 合計時間: | 合計時間:                                                     | 合計時間:                                                                                 | 41:32 |

## パーソネル
- ブライアン・エイハーン - アコースティック・ギター、パーカッション、6弦ベース
- ナンシー・エイハーン - バッキングボーカル
- マイク・ボーデン - ベース
- ブライアン・バワーズ - オートハープ
- トニー・ブラウン - クラビネット
- ジェームズ・バートン - エレクトリック・ギター
- ロドニー・クロウエル - アコースティック・ギター
- ハンク・デヴィート - ペダルスチールギター
- エモリー・ゴーディ・ジュニア - ベース
- グレン・ハーディン - ピアノ
- シャロン・ヒックス - バッキングボーカル
- アルバート・リー - マンドリン
- ウィリー・ネルソン - バッキングボーカル
- ドリー・パートン - バッキングボーカル
- フランク・レッカード - エレキギター
- リンダ・ロンシュタット - バッキングボーカル
- リッキー・スキャッグス - バンジョー、マンドリン、ヴァイオリン、アコースティック・ギター
- ジョン・ウェア - ドラム
- シェリル・ウォーレン - バッキング・ボーカル
- エミルー・ハリス - ボーカル、アコースティック・ギター